# Håkan Thorsén
Håkan Wilhelm Thorsén, född 13 november 1928 i Västerås, död där 15 november 1982, var en svensk tecknare och lärare.
Han var son till ingenjören Aron Vilhelm Thorsén och Gunhild Karolina Larsson och gift med Harriet Thorsén. Efter att han avlagt en fil. kand.-examen arbetade han periodvis som lärare och däremellan som konstnär. Han hade inte studerat konst vid någon målarskola utan bedrev självstudier och genomförde några studieresor till England och Spanien. Thorsén tilldelades Västerås kulturstipendium 1958. Separat ställde han ut i bland annat Stockholm, Västerås och tillsammans med Åke V. Larsson ställde han ut i Umeå 1963. Han deltog i Sveriges allmänna konstförenings salonger i Stockholm 1955–1957 och så gott som årligen i Stockholmssalongerna på Liljevalchs konsthall från mitten av 1950-talet, dessutom medverkade han i Nationalmuseums utställning Unga tecknare och utställningar av provinsiell konst arrangerade av Västerås konstförening. Han var representerad i en vandringsutställning med konst från Örebro och Västmanlands län som visades i Dortmund, Essen, Düsseldorf och Hagen 1960 och i Konstfrämjandets vandringsutställning I lilla formatet. Hans konst består av landskapsabstraktioner utförda i akvarell eller olja. Thorsén är representerad i Västerås kommun.  